# كأس شي بيليفز 2025
كأس شي بيليفز 2025 (بالإنجليزية: SheBelieves Cup 2025) هي النسخة العاشرة من بطولة كأس شي بيليفز منذ انطلاقها عام 2016، عرفت هذه البطولة لأسباب تتعلق بالرعاية باسم كأس شي بيليفز 2025 مقدمة من فيزا، وهي بطولة كرة قدم نسائية بدعوة خاصة، أُقيمت في الولايات المتحدة. وشاركت في البطولة فرق وطنية من أستراليا وكولومبيا واليابان والولايات المتحدة، وأُقيمت في الفترة من 20 إلى 26 فبراير 2025. شاركت منتخب أستراليا وكولومبيا لأول مرة في كأس شي بيليفز. هزمت اليابان على منتخب الولايات المتحدة للسيدات في نهائي البطولة لتضمن لقب كأس شي بيليفز لعام 2025. ويحقق منتخب اليابان للسيدات البطولة لأول مرة.

## نظام البطولة
عاد نظام البطولة إلى نظام الست مباريات التقليدي، الذي كان قائمًا في عام 2023، بثلاثة أيام، في كل يوم يواجه فريقان من الفرق بعضهما البعض أولًا، ثم الفريقان الآخران. وتتناوب الفرق المتقابلة على نظام الدوري من دور واحد.
في كل مباراة، تُمنح ثلاث نقاط للفوز، ونقطة واحدة للتعادل، في ختام البطولة يفوز الفريق الحاصل على أكبر عدد من النقاط؛ وإذا تعادل فريقان في النقاط، تُعتمد معايير كسر التعادل بالترتيب، فارق الأهداف، والأهداف المسجلة، ونتائج المواجهات المباشرة، وترتيب اللعب النظيف بناءً على عدد البطاقات الحمراء والصفراء.

## الملعب
| هيوستن، تكساس                                    | غلانديل، أريزونا | سان دييغو، كاليفورنيا |
| ------------------------------------------------ | ---------------- | --------------------- |
| ملعب شل للطاقة                                   | ملعب ستيت فارم   | ملعب سنابدراغون       |
| السعة: 20,656                                    | السعة: 63,400    | السعة: 35,000         |
|                                                  |                  |                       |
| هيوستن غلانديل سان دييغوكأس شي بيليفز 2025 (USA) |                  |                       |

## الفرق
| الفرق            | تصنيف الفيفا (ديسمبر 2024) |
| ---------------- | -------------------------- |
| الولايات المتحدة | 1                          |
| اليابان          | 8                          |
| أستراليا         | 15                         |
| كولومبيا         | 21                         |

## ترتيب المجموعة
| م      | الفريق               | لعب | ف | ت | خ | أ.له | أ.ع | أ.ف | نقاط |
| ------ | -------------------- | --- | - | - | - | ---- | --- | --- | ---- |
| الأول  | اليابان (C)          | 3   | 3 | 0 | 0 | 10   | 2   | +8  | 9    |
| الثاني | الولايات المتحدة (H) | 3   | 2 | 0 | 1 | 5    | 3   | +2  | 6    |
| الثالث | كولومبيا             | 3   | 1 | 0 | 2 | 3    | 7   | −4  | 3    |
| 4      | أستراليا             | 3   | 0 | 0 | 3 | 2    | 8   | −6  | 0    |

## نتائج المباريات
| اليابان                                    | 4–0   | أستراليا |
| ------------------------------------------ | ----- | -------- |
| - تاناكا 6'، 32' - هامانو 52' - مينامي 75' | تقرير |          |

| الولايات المتحدة            | 2–0   | كولومبيا |
| --------------------------- | ----- | -------- |
| - ماكاريو 33' - سينتنور 60' | تقرير |          |

| كولومبيا      | 1–4   | اليابان                                             |
| ------------- | ----- | --------------------------------------------------- |
| كايسيدو 45+4' | تقرير | - تانيكاوا 1' - تاناكا 8'، 80' (ركلة.) - هامانو 57' |

| الولايات المتحدة        | 2–1   | أستراليا    |
| ----------------------- | ----- | ----------- |
| - بيندولو 1' - كوبر 68' | تقرير | - هيمان 80' |

| أستراليا   | 1–2   | كولومبيا                 |
| ---------- | ----- | ------------------------ |
| - راسو 69' | تقرير | - بونيلا 15' - أوسمي 73' |

| الولايات المتحدة | 1–2   | اليابان                |
| ---------------- | ----- | ---------------------- |
| - سينتنور 14'    | تقرير | - موميكي 2' - كوجا 50' |

## قائمة الهدافين
عدد الأهداف المُسجلة  20 هدفًا  في 6 مباراة، بمتوسط 3.33 هدفًا في المباراة الواحدة.
4 أهداف
- مينا تاناكا

هدفان
- مايكا هامانو
- أليسون سينتنور

هدف
- ميشيل هيمان
- هايلي راسو
- ويندي بونيلا
- ليندا كايسيدو
- كاتالينا أوسمي
- مويكا مينامي
- موموكو تانيكاوا
- يوكا موميكي
- توكو كوجا
- لين بييندولو
- ميشيل كوبر
- كاتارينا ماكاريو

مصدر: Soccerway